# Shady El Nahas
Shady El Nahas (Sád al-Nahás) (* 27. března 1998 Alexandrie) je původem egyptský zápasník – judista, který od dorosteneckého věku reprezentuje Kanadu.

## Sportovní kariéra
S judem začínal v 5 letech v Alexandrii v klubu YMCA. V průběhu arabského jara v Egyptě v roce 2011 s rodiči utekl do kanadského Toronta za svým strýcem. V Torontu se připravuje pod osobním vedením Kena Fukushimi. V kanadské mužské reprezenetaci se pohybuje od roku 2018 v polotěžké váze do 100 kg.

## Výsledky
| Turnaj                  | 2018 | 2019 |
| Turnaj                  | 20   | 21   |
| Turnaj                  | -100 | -100 |
| ----------------------- | ---- | ---- |
| Olympijské hry          |      |      |
| Mistrovství světa       | —    | —    |
| Panamerické hry         |      |      |
| Panamerické mistrovství | —    | 1.   |
| MS juniorů              | 5.   |      |